# Apenisa Tuta Vodo
Apenisa Tuta Vodo (Suva, 28 luglio 1970) è un ex rugbista a 15 figiano naturalizzato italiano, in carriera attivo nel ruolo di tre quarti ala.

## Biografia
Figiano di nascita, prima di dedicarsi al rugby fu ufficiale di marina mercantile; a 27 anni fu in Nuova Zelanda ed esordì nel campionato provinciale con North Harbour.
In Italia nel 1998 al Rovato, passò al Calvisano nel 2002 per quattro stagioni durante le quali vinse una Coppa Italia, lo scudetto 2004-05 e una Coppa Intercontinentale contro l'Hindú.
Nel 2007 fu alla S.S. Lazio in Serie A2, guadagnando la promozione in aerie A1 prima di ritirarsi dall'attività a 37 anni.
Italiano equiparato per avere militato per più di tre anni consecutivi nel campionato nazionale, prese parte al tour in Nuova Zelanda del 2003 in cui disputò alcuni incontri senza diritto alla presenza internazionale.

## Palmarès
- Campionati italiani: 1
Calvisano: 2004-05
- Coppe Italia: 1
Calvisano: 2003-04
- Coppa Intercontinentale: 1
Calvisano: 2006